# Église Saint-Étienne de Montluel
Pour les articles homonymes, voir Église Saint-Étienne.
L'église Saint-Étienne de Montluel est un ancien édifice de culte catholique situé à Montluel dans l'actuel quartier Saint-Étienne dont il ne reste comme seul vestige, un porche.

## Histoire
L'existence de l'église est attestée dès le XIe siècle. Elle est l'objet d'un don de l'archevêque de Lyon à l'Ordre de Saint-Ruf en 1080. L'ordre de Saint-Ruf occupait alors le tout proche prieuré de l'ordre de Saint-Ruf de La Boisse. Une équipe d'archéologues conduite par Jean-François Reynaud a étudié en 1980 les lieux et a pu déterminer l'existence passée « d'une nef longue [...] et d'une abside à trois pans ».